# Halleskär
Halleskär ist eine kleine zu Schweden gehörende Insel im Kattegat.
Sie liegt im Göteborger Schärengarten westlich von Göteborg in der Provinz Västra Götalands län und gehört zur Gemeinde Öckerö. Etwas weiter nordöstlich befindet sich die Insel Klätten. Zwischen beiden Inseln befindet sich das Seegebiet Klätthamnen. Nördlich und östlich liegen die Inseln Äxholmsskären, Stora Äxholmen, Mickan und Valskär. Südlich liegt die Insel Hålskär.
Die Insel besteht aus einer Felsformation und ist weitgehend ohne Bewuchs. In Ost-West-Richtung beträgt die maximale Ausdehnungen etwa 900 Meter, in Nord-Süd-Richtung etwa 500 Meter. Im nördlichen Teil der Insel liegen zwei Binnengewässer. Auf der Insel bestehen sechs vom schwedischen Zentralamt für Denkmalschutz Riksantikvarieämbetet ausgewiesene Denkmäler.
Südöstlich von Halleskär führen die Fährrouten Göteborg–Kiel und Göteborg–Frederikshavn vorbei.